# Riolas
Riolas är en kommun i departementet Haute-Garonne i regionen Occitanien i södra Frankrike. Kommunen ligger i kantonen L'Isle-en-Dodon som tillhör arrondissementet Saint-Gaudens. År 2022 hade Riolas 55 invånare.

## Befolkningsutveckling
Antalet invånare i kommunen Riolas
Referens:INSEE